# Гехтман, Исаак Ефимович
Исаак Ефимович Гехтман (псевдоним Бен-Гали; 1895, Клинцы — 1938, полигон Коммунарка) — советский журналист и писатель
.

## Биография
Родился в небогатой еврейской семье. После окончания гимназии работал учеником аптекаря. Сдал экзамен на провизора в Казанском университете, перебрался во Владивосток, где работал в аптеке. Там Гехтман начал писать веселые фельетоны и юмористические рассказы, которые печатались в газете под псевдонимом Бен-Гали.
В 1924 году Гехтман уехал в Тифлис и стал штатным фельетонистом газеты «Заря Востока».
В 1927 году перебрался в Москву. В 1920—1930-е годы его комедийные сценки, рассказы, инсценировки печатались в «Сборниках агитпьес для деревенского театра», репертуарных «Сборниках произведений для эстрады», печатались отдельными изданиями на правах рукописи.
Был членом Союза писателей СССР с 1934 года.
После смерти жены в 1935 году ухал в Магадан, работал заместителем редактора газеты «Советская Колыма», вошел в состав редколлегии журнала «Колыма», который начал издаваться весной 1936 года. В первых номерах этого журнала появились его очерки «Колымское шоссе», «Жизнь за золото», «Банная реформа». 17 очерков и рассказов составили сборник «Золотая Колыма», изданный в Хабаровске в 1937 году. В десятом номере журнала «Новый мир» за 1937 год были напечатаны рассказы Гехтмана «Шопот звезд», Волк", «Черная речка», «Находка».
Гехтман начал писать роман «Золото», и в августе 1937 года, чтобы завершить его, вернулся в Москву. Но весной 1938 года были напечатаны только несколько контрольных экземпляров романа, так как Гехтман 19 апреля 1938 года был арестован по обвинению в шпионаже. 20 июня 1938 года Военная коллегия Верховного суда СССР приговорила его к ВМН и в тот же день он был расстрелян.
Посмертно реабилитирован в 1955 году.
Сочинения:
- Золотая Колыма [Текст] : Очерки / И. Е. Гехтман. — Хабаровск : Дальгиз, 1937 (Владивосток : типо-лит. треста «Полиграфкнига»). — Переплет, 173, [2] с.; 18х14 см.
- Золотая Колыма [Текст] : Очерки о прошлом. — Магадан : Кн. изд-во, 1958. — 52 с.; 20 см.
- Временное правительство [Текст] : Комедия-памфлет в 4 д. и 9 карт. с прологом… / И. Гехтман. — [Москва] : Центр. бюро по распространению драматургич. продукции, 1934 (Загорск : Цедрам. тип. «6 Октябрь»). — Обл., 64 с.; 26х18 см.
- Историко-революционные вечера в клубе / И. Гехтман, С. Корев. — Ленинград : Прибой, 1926-. — 22 см.
- Журнал мод [Текст] : Комедия в 4 д. / И. Гехтман (второй), И. Гофман ; Центр. упр. по распространению драматургич. продукции «Цедрам…». — [Москва] : стеклогр. Цедрама, 1936. — Тит. л., 44 с.; 29х22 см.
- Историко-революционные вечера в клубе / И. Гехтман, С. Корев. — Ленинград : Прибой, 1926-. — 22 см. Вып. 1: Парижская Коммуна. — 1926. — 112 с. Ч. 3: Ленин и РКП (б) ; 1905 год ; 1917 год : сборник / С. Корев и В. Юрьин; под редакцией Н. Масленикова. — 1925. — 197, [1] с.